# Hogna hispanica
Hogna hispanica là một loài nhện trong họ Lycosidae.
Loài này thuộc chi Hogna. Hogna hispanica được Charles Athanase Walckenaer miêu tả năm 1837.